# Kimparana
Kimparana – miasto w Mali; 6 200 mieszkańców (2006). Przemysł spożywczy, włókienniczy.